# Alqueire
Alquere je stará jednotka objemu a obsahu. Používána byla v zemích s vlivem portugalštiny. 

## Převodní vztahy pro objem
- na Azorských ostrovech = 1 alqueire = 11,98 l = 2 meio = 4 quarto
- v Brazílii = 1 alqueire = 36,36 l = 4 maquia; v různých provinciích se dále tato hodnota pohybuje různě v rozmezí 40 až 128 l
- v Portugalsku se alqueire používá rozdílně pro kapaliny kde činí 8,37 l a pro sypké látky, kdy hodnota 1 alqueire činí 13,8 l a dále se dělí na 16 maquia = 8 oitava = 4 quarto = 2 meio = 1/4 fanega = 1/60 moio

## Převodní vztahy pro obsah
- v Brazílii = 1 alqueire Paulista = 24 200 m²; v geodézii činí její velikost 48 400 m²